# ТЕС Бхола (Nutan Bidyut)
22°28′43″ пн. ш. 90°42′32″ сх. д. / 22.47861° пн. ш. 90.70889° сх. д.
ТЕС Бхола (Nutan Bidyut) – теплова електростанція, що споруджується у Бангладеш на замовлення індійської компанії Shapoorji Pallonji Group.
Наприкінці 2000-х на розташованому у південній частині дельти Гангу острові Бхола почалась розробка газового родовища Шахбазпур. Його продукцію вирішили використати для розвитку електроенергетики, зокрема, уклали угоду з індійською компанією Lanco Infratech Limited щодо інвестування ТЕС, яка б використовувала технологію комбінованого парогазового циклу. Втім, Lanco не змогла виконати свої зобов’язання і новим інвестором стала ще одна індійська компанія Shapoorji Pallonji Group, котра діє через дочірню структуру Nutan Bidyut. Первісно Shapoorji Pallonji збиралась перебазувати на Бхолу обладнання зі своєї електростанції в індійському штаті Уттаракханд, яка була завершена в 2013 році, проте не могла працювати через відсутність ресурсу природного газу. Втім, подальші дослідження показали невідповідність цього обладнання бангладеським стандартам, тому Shapoorji Pallonji узялась за будівництво повністю нової станції. Очікувалось, що ТЕС має стати до роботи наприкінці 2019-го, проте реалізація проекту дещо відстала від графіку, а у 2020-му свій вплив справила епідемія COVID-19. В березні 2021-го інвестор оглосив «форс-мажор» через погіршення епідемічної ситуації у Бангладеш. При цьому, як засвідчують знімки із геоінформаційних систем, споруди станції перебувають у високому ступені готовності.
ТЕС матиме один парогазовий блок потужністю 220 МВт, в якому дві газові турбіни живитимуть через відповідну кількість котлів-утилізаторів одну парову турбіну.
Для охолодження використовуватимуть воду з Дехулар-Кхал (Dehular Khal, канал Дехулар), який перетинає Бхолу між річками Тетулія та Мегхна (утворюють західну та східну межу острова відповідно).
Хоча ТЕС розрахована на використання блакитного палива, вона за необхідності може споживати нафтопродукти, доправлені на майданчик водним транспортом по Дехулар-Кхал. 
Видача продукції відбуватиметься по ЛЕП, розрахованій на роботу під напругою 230 кВ.
Можливо відзначити, що біч-о-біч з майданчиком Nutan Bidyut діє ТЕС Бхола державної компанії BPDB.